# Sabor (robot)
Pour les articles homonymes, voir Sabor (homonymie).

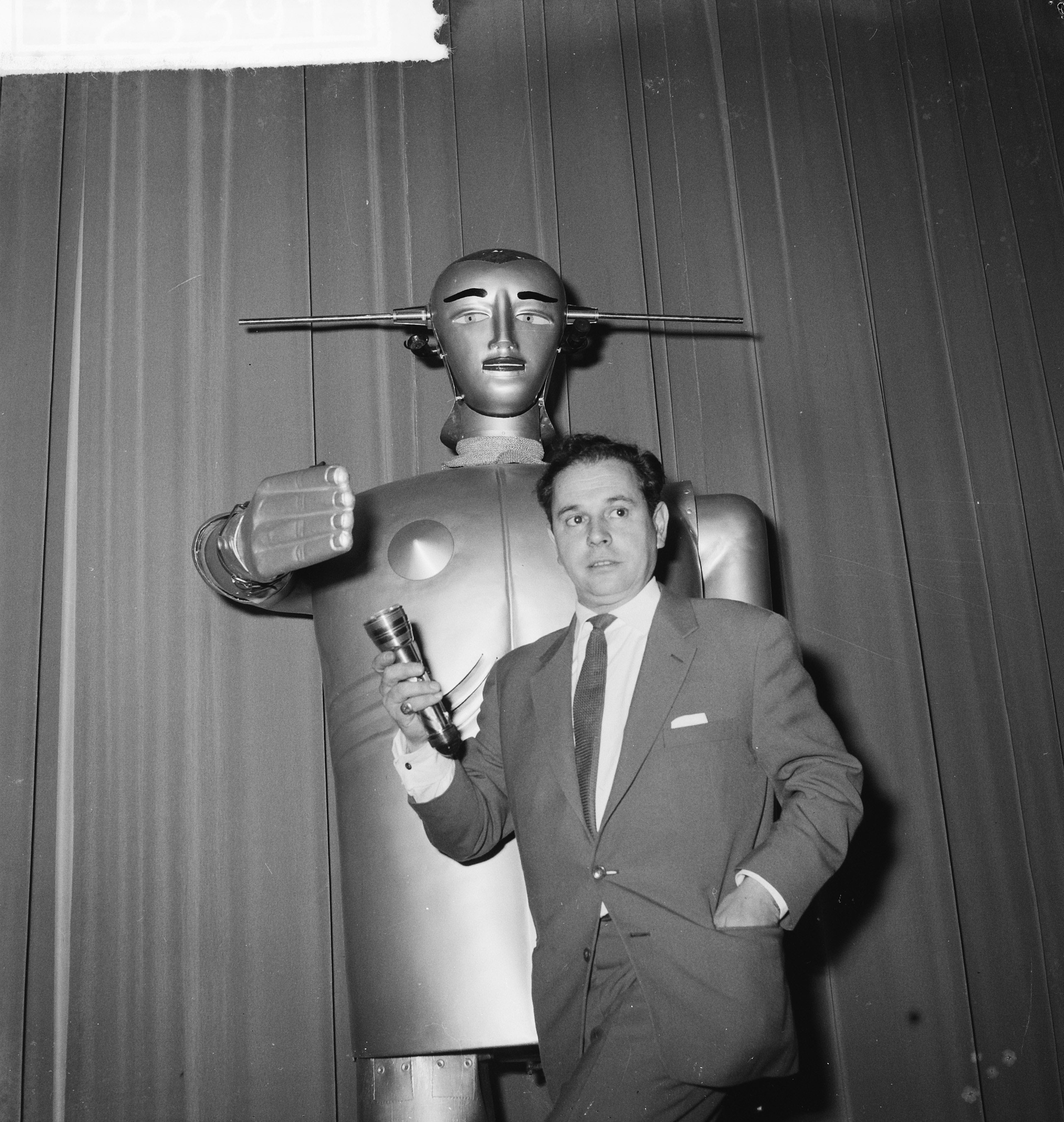
Le robot Sabor et l'ingénieur Peter Steuer en 1961.

Sabor est l'un des premiers hommes-machines au monde, développé par August Huber en Appenzell Rhodes-Extérieures dans les années 1920.   
Alors que le premier modèle était en bois et en tissu, le quatrième, Sabor IV, a une armature d'acier. Mesurant 2 m 37 pour 267 kilos, le robot peut parler, se déplacer et fumer. Il est télécommandé par un opérateur grâce à un émetteur à ondes courtes et un microphone,.    
Présenté à Londres en 1938, puis lors de l'Exposition nationale suisse de 1939 à Zurich, le robot voyage à travers toute l'Europe (Bruxelles, Finlande, Copenhague). Il continue à être exposé après sa vente en 1951 à l'ingénieur électricien Peter Steuer, offrant notamment des fleurs à la reine des Pays-Bas. Exposé au comptoir suisse de 1955, dans le pavillon de la cybernétique, il est notamment présenté aux États-Unis en 1961 et apparaît dans le Ed Sullivan Show.   
Depuis la mort de Peter Steuer en 1990, le robot est conservé au Primeo Energie Kosmos (de), un musée de l'électricité situé à Münchenstein, dans le canton de Bâle-Campagne,. 